# Veprecula arethusa
Veprecula arethusa é uma espécie de gastrópode do gênero Veprecula, pertencente a família Raphitomidae.